# Granja de Moreruela
Granja de Moreruela es un municipio y localidad española de la provincia de Zamora, en la comunidad autónoma de Castilla y León.
El municipio tiene una superficie de 41,54 km², cuenta según el padrón municipal para 2017 del INE con 280 habitantes y una densidad de 6,74 hab./km².

## Geografía
Integrado en la comarca de Tierra de Campos de la provincia de Zamora, se sitúa a 38 kilómetros de Zamora. El término municipal está atravesado por la Autovía Ruta de la Plata (A-66) y por la carretera nacional N-630, entre los pK 239 y 243, además de por las carreteras provinciales ZA-123, que se dirige hacia Tábara, y ZA-702, que conecta con Villarrín de Campos. 
El relieve del municipio está definida por una extensa llanura propia de la Tierra de Campos, estando limitada por el oeste por el río Esla, que marca el límite con Moreruela de Tábara. La altitud oscila entre los 735 metros en la loma en la que se alza el pueblo y los 700 metros a orillas del río Esla. 
| Noroeste: Moreruela de Tábara   | Norte: Bretó y Santovenia       | Nordeste: Santovenia                |
| Oeste: Moreruela de Tábara      |                                 | Este: Villarrín de Campos           |
| Suroeste: San Cebrián de Castro | Sur: Manganeses de la Lampreana | Sureste: Manganeses de la Lampreana |

## Historia

### Prehistoria
El «Abrigo de El Portalón», situado en la margen izquierda del río Esla, es una de las pocas muestras prehistóricas de arte esquemático pintado de la provincia de Zamora. Es de grandes dimensiones y tiene en el centro un panel en el que se ubican las pinturas esquemáticas. El conjunto pictórico se compone de un antropomorfo de cuerpo redondeado, con los brazos levantados, y las piernas se han realizado mediante dos trazos serpentiformes. Entre la parte del tronco y las piernas puede distinguirse un trazo anaranjado, que parece un faldellín. En la parte superior se aprecia un pequeño círculo grabado a manera de cabeza. Junto a él hay un trazo de pintura, en pésimo estado de conservación, y una serie de barras en la zona inferior izquierda del panel.

### Edad Media
La historia de esta localidad se encuentra inexcusablemente ligada al monasterio de Santa María de Moreruela. La actual Granja de Moreruela, en el año 1143 era la antigua villa o lugar de Santa Eugenia, según documento de donación a los frailes de la villa de Moreruela de Frades o Arriba para la fundación del Monasterio de Moreruela. El rey Alfonso VII de León donó a Ponce de Cabrera, y por medio de éste a los monjes Pedro y Sancho, Moreruela de Frades, término abandonado que, según la carta de donación, rayaba con los términos de Castro Torali (Castrotorafe), Regua (Riego), Mangaineses (Manganeses), Sancta Eugenia, Pedrería, Tábara, y Santa Eugenia que súper Estula ripam est sita.
Santa Eugenia, villa donada posteriormente al Monasterio, se convierte en la Granja de Santa Eugenia según la bula de Alejandro III de 1162 y en la bula de Inocencio III de 1204 la granja de Santa Eugenia, pasa a llamarse Granja de Opera (de la Obra) desapareciendo el nombre de Santa Eugenia como villa integrándose su término en Moreruela. 
En 1296, el rey Fernando IV facultó a Moreruela para hacer tres pueblas o burgos: En Zamora, en unas casas cerca de la iglesia de San Antolín. En Benavente, junto a la iglesia de San salvador, convento de Santa Clara. En Moreruela de Suso, en torno a una heredad.
El prior y el convento del monasterio de Moreruela otorgan carta de poder a su abad, Pedro, para que, en su nombre, llegue a un acuerdo con el obispo de Zamora, don Rodrigo, para poner pila bautismal en la iglesia de San Juan (28 de febrero de 1332).
El nombre de La Granxa aparece a partir de la fecha de promulgación de las ordenanzas o Leyes de Moreruela de 1585. Las ordenanzas son un conjunto de normas elaboradas por los concejos para regular la vida municipal. Tienen un valor histórico extraordinario dado que suponen el primer cuerpo legislativo conocido para la villa. Las de La Granxa constan de treinta capítulos.

### Edad Moderna y Contemporánea
Durante la Edad Moderna, Granja de Moreruela fue una de las localidades que se integraron en la provincia de las Tierras del conde de Benavente y dentro de esta en la receptoría de Benavente. No obstante, al reestructurarse las provincias y crearse las actuales en 1833, la localidad pasó a formar parte de la provincia de Zamora, dentro de la Región Leonesa, quedando integrado en 1834 en el partido judicial de Benavente.
El 11 de septiembre de 1835 se establece la ley de cierre de todos los Monasterios abiertos hasta la fecha en el territorio español, lo que significó el abandono del monasterio de Santa María de Moreruela. Ante la resistencia a dicha decisión, el abad y un monje del mismo fueron procesados por el corregidor de Benavente por desafección al Régimen. Esto no evitó que el monasterio y el monte adyacente fueran vendidos a particulares, sufriendo diversos saqueos a comienzos a lo largo de los siglos XIX y XX los edificios del conjunto monástico.

## Geografía humana

### Demografía
Cuenta con una población de 250 habitantes (INE 2024).
| Gráfica de evolución demográfica de Granja de Moreruela entre 1842 y 2021                                                                                                |
| |
| Población de derecho según los censos de población del INE Población de hecho según los censos de población del INEEn este censo se denominaba Granja de Moreruelo: 1842 |

## Monumentos

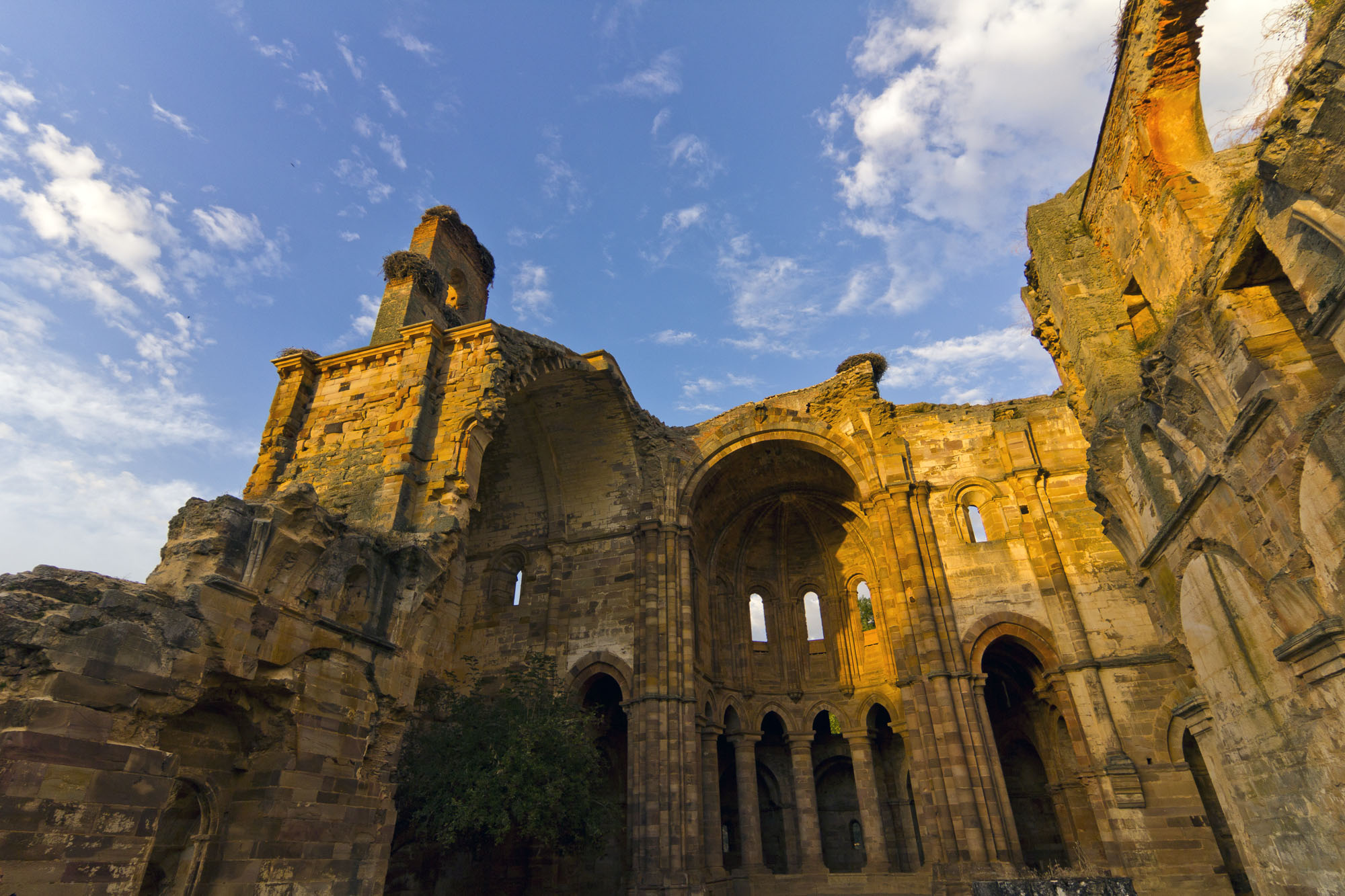
Ruinas del monasterio

Su principal atractivo turístico son las ruinas del monasterio de Santa María de Moreruela, cenobio del siglo XII que perteneció a la orden del císter y cuyos restos tienen un gran valor patrimonial, estando declarado Bien de Interés Cultural.

## Fiestas
La Romería de la Pedrera, el día 25 de abril, la semana cultural, la segunda semana de agosto y el Cristo del Amparo, el tercer domingo de septiembre.